# Europees vrijwilligerswerk
Europees vrijwilligerswerk (Engels: European Voluntary Service, meestal afgekort tot EVS), is een programma dat door de Europese Commissie is ingesteld om internationaal vrijwilligerswerk door Europese jongeren te stimuleren en te financieren. Het doel van het programma is solidariteit, wederzijds begrip en tolerantie te bevorderen, als basis voor een sterkere sociale cohesie en meer actief burgerschap binnen de Europese Unie. Uitzending van vrijwilligers kan zowel op individuele basis, als ook in groepsverband plaatsvinden.
Het programma is ondergebracht bij het bredere jongerenprogramma van de EU, Erasmus+, en wordt in de verschillende programmalanden gecoördineerd door de Nationale Agentschappen Jeugd. In Nederland treedt het Nederlands Jeugdinstituut op als Nationaal Agentschap voor Erasmus+ en in Vlaanderen is dat JINT. België heeft 3 Nationale Agentschappen. Voor Vlaanderen is dat JINT, voor de Franstalige Gemeenschap is dat BIJ en voor de Duitstalige Gemeenschap Jugendbüro der Deutschsprachigen Gemeinschaft V.o.G. Het programma is toegankelijk voor jongeren tussen 12 en 30 jaar uit een van de programmalanden, of uit een van de partnerlanden die door het programma worden erkend. Hoewel bij iedere uitzending van een vrijwilliger ten minste één EU-land betrokken moet zijn, beperkt het programma zich niet daartoe en kunnen jongeren uit partnerlanden in grote delen van de wereld deelnemen. Iedere subsidieaanvraag voor een EVS uitzending is gebaseerd op een samenwerkingsverband tussen een (door het betreffende Nationaal Agentschap erkende) zendorganisatie, een ontvangende organisatie, en de vrijwilliger. De Nationaal Agentschappen coördineren de goedkeuring van aanvragen en de subsidieverstrekking.

## Voorwaarden
De belangrijkste voorwaarden voor een EVS-activiteit zijn:
- Het vrijwilligerswerk moet plaatsvinden in een ander land dan het land waarin de vrijwilliger woont
- Het werk mag maximaal 12 maanden duren
- Het werk moet een non-profit karakter hebben en niet betaald worden.